# Was die Schwalbe sang
Was die Schwalbe sang (Untertitel Die Geschichte einer unsterblichen Liebe) ist ein deutscher Spielfilm von Géza von Bolváry aus dem Jahr 1956 nach Motiven der Novelle „Immensee“ von Theodor Storm aus dem Jahr 1849. Die Hauptrollen sind mit Maj-Britt Nilsson und Claus Biederstaedt sowie Margit Saad und Gunnar Möller besetzt. In tragenden Rollen agieren Paul Hörbiger und Alice Treff.

## Handlung
Zwei Freunde, Gerhard Meyen, der Sohn eines Musikinstrumentenbauers, und Peter Hansen, der in Kürze den elterlichen Hof übernehmen soll, da sein Vater verstorben ist, feiern mit anderen Abiturienten den Abschluss der Schulzeit. Zu den beiden Freunden gesellte sich vor drei Jahren noch die Schwedin Ursula Benthien, die hier bei ihrer Tante lebt und mit den Jungs ein kameradschaftliches Trio bildete. In der letzten Zeit entwickelten sich zwischen Gerhard und Ursula aber neue Gefühle. Vor der Abreise Gerhards zum Musikstudium nach Hamburg ging er noch einmal mit ihr die vertrauten Stätten ab, an denen sie in den vergangenen Jahren oft verweilten. Zur Verabschiedung schenkte er Ursula ein Notenblatt mit einem extra für sie komponierten Lied, das seine Gefühle zu ihr ausdrücken soll.
Gerhard lebt sich in Hamburg schnell ein und kann sich mit diversen Studentenjobs über Wasser halten. Eines Tages meldet sich die Sängerin Doris Dahl bei ihm, da sie eine Vertretung für ihren erkrankten Pianisten sucht. Nach anfänglichen Schwierigkeiten der beiden miteinander – Gerhard bemängelt zum Beispiel ihre künstlerischen Leistungen – bessert sich ihr Verhältnis. Dafür leidet aber Gerhards Schreibfreudigkeit, denn er ist jetzt viel beschäftigt. Zu Ursulas Geburtstag hat er sich angemeldet, doch sie wartet vergeblich am Bahnhof. Gerhard hat die Möglichkeit bekommen, mehrere seiner Kompositionen auf einer Veranstaltung für Nachwuchskomponisten zu dirigieren. Natürlich wurde das von Doris eingefädelt.
Peter ist aber zum Geburtstag von Ursula gekommen und hat ihr ein Fohlen von seinem neuen Gestüt als Geschenk mitgebracht. Obwohl ihre Tante der Meinung ist, dass Peter der bessere Partner wäre, lässt sich Ursula die Liebe zu Gerhard nicht ausreden. Deshalb fährt sie nach Hamburg, um bei seinem Konzert dabei zu sein. Als sie den Saal betritt, wird gerade „ihr“ Lied gespielt. Nach dem Ende des Konzerts wartet sie auf Gerhard, um den Erfolg zu feiern und das am liebsten mit ihm allein. Doch er hat schon eine Verabredung, nimmt aber Ursula kurzerhand mit zu der Feier. Als Doris versucht, das Mädchen vom Land auszustechen, geht Ursula. Die neuen Freunde Gerhards sind nicht ihre Welt. Wieder zu Hause angekommen, beschließt Ursula, Peter zu heiraten. Schon bald erfolgt die Trauung.
Gerhard ist weiterhin erfolgreich und schreibt die Musik zu einem Lustspiel. Zur Premiere fahren Ursula und Peter nach Hamburg. Doch Gerhard kann mit der neuen Situation nicht umgehen und bringt Ursula mit seinen ironische Äußerungen zu einem Tränenausbruch, was letztendlich dazu führt, dass Ursula und Peter überstürzt in ihr bescheidenes Heim zurückkehren. Auch Gerhard und Doris wollen nun heiraten. Dabei kommt es am Polterabend zu einem Eklat, als einer von Gerhards Freunden Freunde „Ursulas Lied“ auflegt. In seiner Wut knallt Gerhard die Schallplatte auf den Boden und fährt zu seinem Vater. Dieser will ihn beruhigen, aber das will Gerhard nicht hören. Daraufhin fährt er zu Ursula und Peter und erzählt dort von seiner bevorstehenden Hochzeit, um sich anschließend gleich wieder ins Auto zu setzen. In einer Kurve knallt er gegen einen Baum und kommt ins Krankenhaus. Täglich bekommt er Besuch von Ursula, und Gerhard stellt fest, dass er doch nicht von ihr loskommen kann. Doris erkennt die Situation und zieht sich zurück. Auch Peter bemerkt, was geschieht und will sich nicht zwischen Frau und Freund stellen. Er lädt seinen Freund sogar zur Erholung auf seinen Hof ein. Aber Ursula besteht auf ihre Ehe und sagt, dass Gerhard nach dem Erntefest wieder abreisen solle. Obwohl sich Ursula und Gerhard beim Tanz auf dem Erntefest noch einmal sehr nahe kommen, ändert Ursula ihre Meinung nicht und bleibt bei Peter.
Nach mehreren Jahren, Ursula ist jetzt allein, denn Peter ist bei einem Unfall ums Leben gekommen, liest sie Gerhards Briefe, die sie vorher nicht geöffnet hatte. Dieser hat inzwischen Erfolge auf der ganzen Welt zu verzeichnen. Als er wieder einmal in Hamburg auftritt, fährt sie in sein Konzert. Gerhard ist überglücklich sie zu sehen und bittet sie in der Pause, doch für immer bei ihm zu bleiben; er habe es satt, ständig in der Welt umherzureisen und möchte seine Zeit jetzt mit ihr verbringen. Doch Ursula lehnt ab und fährt zurück auf ihr Gut.

## Produktion, Veröffentlichung
Was die Schwalbe sang ist ein Farbfilm auf Eastman-Color, der unter dem Arbeitstitel „Unsterbliche Liebe“ gedreht wurde und am 16. Oktober 1956 im Universum in Stuttgart seine Uraufführung hatte. Die Innenaufnahmen entstanden im UFA-Atelier in Berlin-Tempelhof und die Außenaufnahmen in Hamburg sowie Schleswig-Holstein (Gestüt für Trakehnerzucht Rantzau).
In Schweden wurde der Film am 22. Juli 1957 unter dem Titel Hon glömde honom aldrig veröffentlicht.

## Kritik
Das Lexikon des internationalen Films bezeichnet den Film als langatmig, unglaubwürdig und sentimental, wobei die Gefühle ins Unerträgliche übersteigert werden. Theodor Storms „Immensee“-Novelle wurde in einer verfälschenden und trivialisierenden Verfilmung im Heimatfilmstil gedreht.